# Aprofen
Aprofen – organiczny związek chemiczny, ester N,N-dietyloaminoetanolu i kwasu 2,2-difenylopropanowego, środek spazmolityczny i cholinolityczny będący antagonistą receptorów muskarynowych i nikotynowych.
Został otrzymany w Związku Radzieckim, gdzie był stosowany w leczeniu zapalenia błony wewnętrznej naczyń, zapaleniu pęcherzyka żółciowego, choroby wrzodowej żołądka i dwunastnicy czy zespołu jelita drażliwego do czasu, gdy został umieszczony na rosyjskiej liście kontrolowanych substancji psychoaktywnych. Stosowany również w leczeniu zatruć inhibitorami acetylocholinoesterazy (np. insektycydami fosforanoorganicznymi).